# Hayfield (Minnesota)
Hayfield es una ciudad ubicada en el condado de Dodge en el estado estadounidense de Minnesota. En el Censo de 2010 tenía una población de 1340 habitantes y una densidad poblacional de 408,35 personas por km².

## Geografía
Hayfield se encuentra ubicada en las coordenadas 43°53′25″N 92°50′49″O / 43.89028, -92.84694. Según la Oficina del Censo de los Estados Unidos, Hayfield tiene una superficie total de 3.28 km², de la cual 3.28 km² corresponden a tierra firme y (0%) 0 km² es agua.

## Demografía
Según el censo de 2010, había 1340 personas residiendo en Hayfield. La densidad de población era de 408,35 hab./km². De los 1340 habitantes, Hayfield estaba compuesto por el 95.37% blancos, el 0.45% eran afroamericanos, el 0.52% eran amerindios, el 0.07% eran asiáticos, el 0.15% eran isleños del Pacífico, el 1.57% eran de otras razas y el 1.87% pertenecían a dos o más razas. Del total de la población el 5.52% eran hispanos o latinos de cualquier raza.